# Gaaleriie.net
gaaleriie.net byla internetová galerie, orientovaná na současnou špičkovou architektonickou tvorbu s přesahy do životního prostředí. Internetové projekty spojují výhody výstavy, přednášky a dokumentárního filmu s možnostmi interaktivního prostředí internetu. Internetovou galerii provozovalo občanské sdružení gaaleriie.net, kurátorkou projektů byla Alena Hanzlová. Od roku 2015 jsou stránky galeriie.net z technických důvodů mimo povoz.

## Princip
Internetové projekty byly založeny na principu interaktivního videa (22 - 70 minut). Návštěvníci stránek si mohli ze seznamu projektů nebo ze seznamu témat vytvořit svou vlastní verzi videa. Navíc se ke každému projektu ze seznamu otevíral detail s fotografiemi, plány, vizualizacemi a texty. Projekty byly určeny architektům, designérům, studentům a také lidem, kteří se zajímají o současnou architekturu jako součást kultury všeobecně.

## Projekty
- ARTEC Architekten Bettina Götz, Richard Manahl, 2006 [1]
- NIO architecten, 2007,[2]
- Kazuyo Sejima, Ryue Nishizawa / SANAA : Zollverein School of Management and Design, 2008,[3]
- Josef Pleskot, Dolní oblast Vítkovice, 1. část, 2010 [4], filmová část projektu je dostupná on-line.
- Jan Světlík, Dolní oblast Vítkovice, 2. část, 2012, filmová část projektu je dostupná on-line.
- Bydlení ve Vídni - kvalitní a dostupné, 2012, filmová část projektu je dostupná on-line.

## Publikace
- ARTEC Architekten texty: Bettina Götz, Richard Manahl, editor Alena Hanzlová, Praha : Alena Hanzlová, 2006, ISBN 80-903853-0-3
- NIO architecten, texty Maurice Nio, Joan Almekinders, editor Alena Hanzlová, Praha : Alena Hanzlová, 2007, ISBN 978-80-903853-1-3
- Kazuyo Sejima, Ryue Nishizawa / SANAA : Zollverein School of Management and Design, Praha : Alena Hanzlová - Ostrava : SPOK - Spolek pro ostravskou kulturu, 2010, ISBN 978-80-903853-2-0

## Galerie

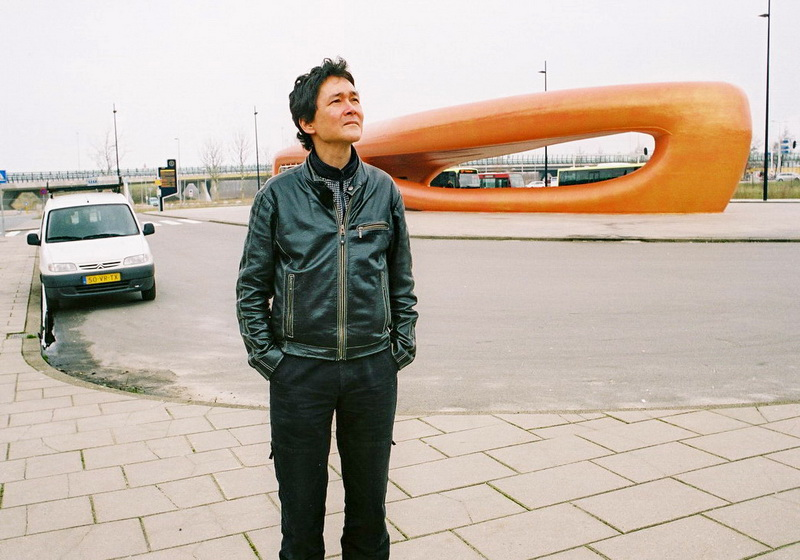
Nizozemský architekt Maurice Nio před svou stavbou Úžasná velrybí čelist (The Amazing Whale Jaw) v Hoofdorp, únor 2007
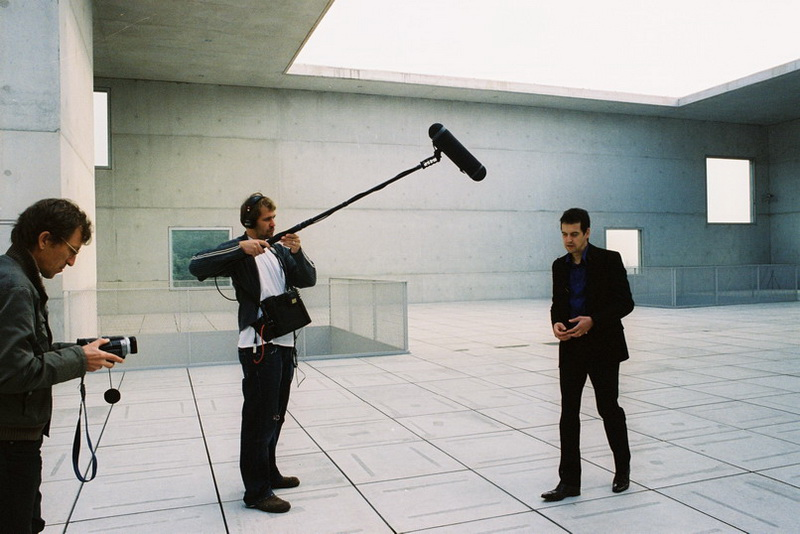
Filmový štáb při natáčení ve Škole designu a managementu v Zollverein, kameraman Toni Laznik, mistr zvuku Michal Deliopulos, vedoucí projektu Andreas Krawczyk, září 2007
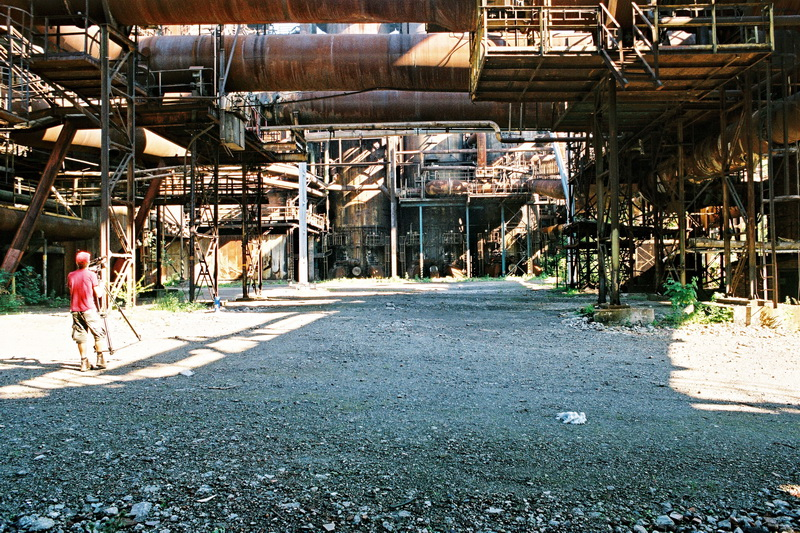
Natáčení v Dolní oblasti Vítkovice, červenec 2010